# Il caso Schirmer
Il caso Schirmer (in inglese, The Schirmer Inheritance) è un romanzo dell'autore britannico Eric Ambler, pubblicato nel 1953.
In italiano è stato tradotto per la prima volta da Giorgio Manganelli nel 1955.

## Trama
Il romanzo vede come protagonista George Carey, un ex pilota di bombardieri della Seconda Guerra Mondiale e avvocato appena diplomato a Philadelphia. Nel 1951 o 1952, assegnato al riesame degli ampi documenti del caso Schneider Johnson - una ricerca dell'erede della fortuna Schirmer - Carey scopre un indizio che lo porta in Europa. La sua indagine collega un disertore dell’esercito napoleonico a un combattente della resistenza nella Grecia del dopoguerra. Approfondendo la questione, Carey si ritrova intrappolato in una complessa rete di intrighi storici e pericoli, dove la sua sopravvivenza dipende più dalla sua esperienza bellica che dalla sua formazione giuridica.

## Edizioni
- Eric Ambler, L'eredità Schirmer, traduzione di Giorgio Manganelli, Milano, Garzanti, 1955.
- Eric Ambler, Il caso Schirmer, Milano, Collana Gli Adelphi n.151, 1999, ISBN 978-88-459-1459-1.